# Torre de Macaca
La Torre de Macaca es una torre vigía o torre almenara, catalogada por el Ministerio de Educación, Cultura y Deporte como Bien de Interés Cultural desde 1993.
Está situada en la localidad de Nerja (provincia de Málaga, Andalucía, España).